# Friedrich Krampf
Friedrich Krampf (* 23. April 1887 in Alt-Eibau; † 11. September 1943 in Dresden) war ein deutscher Maler und Hochschullehrer.

## Leben und Wirken
Er war der Sohn des Brauereibesitzers Johann Georg Krampf und dessen Ehefrau Mathilde Emilie geborene Hoffmann. Bereits in früher Jugend interessierte er sich für Malerei. Das Studium der Philologie, Geschichte und Archäologie an den Universitäten München, Berlin und Leipzig schloss er 1913 in Leipzig mit der Promotion zum Dr. phil. ab. Das Thema seiner Dissertation lautete: Die Quellen der römischen Gründungssage.
Krampf kam als Autodidakt zur Malerei, wobei er Beratung von dem Maler Oskar Zwintscher erhielt. Zu seinem Gesamtwerk gehören Porträts, Landschaften, Stillleben und Interieurs. Außerdem schuf er kunstgewerbliche Entwürfe insbesondere im Bereich Glasmalerei und Holzschnitzerei. Seine erste Einzelschau hatte er 1918 in Zittau, der weitere folgten.
Er stellte sich in den Dienst der Nationalsozialisten und trat zum 1. Mai 1933 der NSDAP bei (Mitgliedsnummer 3.543.514). In Dresden wurde er Unterabteilungsleiter im Gauschulungsamt. An der Verwaltungsakademie wurde er zum Professor ernannt. Dort hielt er u. a. Vorlesungen über Rasseentstehung, Rasse, Geschichte und Kultur und Rassenpolitische Gesetzgebung. Anlässlich der Eröffnung der Rassenpolitischen Woche der NSDAP hielt er den Eröffnungsvortrag im Dresdner Rathaus im November 1937 zum Thema Geschichte und Wesen des nationalsozialistischen Rassegedankens.
1919 heiratete er in Neugersdorf Erna Hoffmann. Er wurde nicht in Dresden, sondern auf dem Alten Friedhof in Eibau beigesetzt.

## Werke (Auswahl)
- Hausweber August Israel, Leinwand auf Holz, 62 × 52 cm, Städtische Galerie Dresden
- Isergebirgslandschaft, 1925, Leinwand, 70 × 95 cm, Kulturhistorisches Museum Kaisertrutz, Städtische Sammlungen für Geschichte und Kultur Görlitz
- Dünenlandschaft, Leinwand auf Holz, 74 × 98,5 cm, Museum der bildenden Künste Leipzig